# Den svenska psalmboken 1819

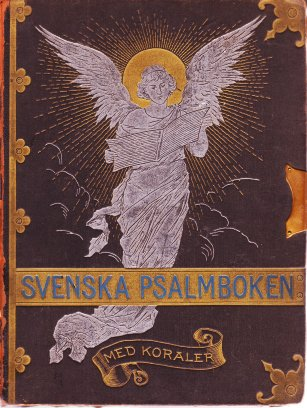
Praktupplaga från 1899 Fröléen & Comp. Text, noter, illustrationer, evangelietexter m.m.

Den svenska psalmboken – av Konungen gillad och stadfäst(ad) år 1819, även kallad 1819 års psalmbok och den wallinska psalmboken, användes i Sverige från år 1819 till år 1937 (med Haeffners koralbok), och innehöll 500 psalmer. 
Psalmboken blev ”av konungen gillad och stadfäst” den 29 januari 1819, men har inte genom ett gemensamt beslut samtidigt införts till uteslutande bruk för hela riket. Den antogs successivt av varje församling i Svenska kyrkan genom eget beslut på kyrkostämma. Från och med 1921 användes den tillsammans med ett tillägg, kallat Nya psalmer, där bland annat några av Lina Sandells psalmer kom med.
Den wallinska psalmboken var i så måtto en mans verk, som över hälften av psalmerna var skrivna eller bearbetade av Johan Olof Wallin (1779–1839), men även andra stora diktare som Frans Michael Franzén (1772–1847) och Erik Gustaf Geijer (1783–1847) var engagerade. Bland andra deltagare med en mängd psalmer märks kyrkoherden Johan Åström (1767–1844) och professorn Samuel Ödmann (1750–1829). Tre psalmer (0,6%) var skrivna av kvinnor. 
I andra psalm- och sångsamlingar förekom under perioden ett urval ur 1819 års psalmbok, ibland med endast vissa verser medtagna, som till exempel i Sionstoner (1889) och Stockholms söndagsskolförenings sångbok (1882).

## Historik
Vid Riksdagen 1809 fick ärkebiskopen Jacob Axelsson Lindblom i Uppsala stift i uppdrag av prästeståndet pastoralutskott att tillsätta en psalmbokskommitté i anledning av att förbättra den dåvarande psalmboken. Ärkebiskopen utsågs till ordförande i kommittén och fick utse de övriga ledamöterna. Psalmbokskommitté hade sitt första sammanträde 24 oktober 1811. De gav ut ett förslag 1814 med 631 sidor som fick namnet Förslag till förbättrade kyrkosånger. Till Kongl. maj:t i underdånighet uppgifvit af den för detta ändamål förordnade komité. År 1816 gav Wallin ut förslaget Förslag till svensk psalmbok utgifvit af J. O. Wallin som senare kom att omarbetas med biträde av Franzén, vilket ledda till kommitténs slutgiltiga förslag 12 januari 1819.

### Psalmbokskommitté
En psalmbokskommitté tillsattes 24 oktober 1811 och bestod av följande medlemmar:
- 1811–1819: Jacob Axelsson Lindblom (ordförande), ärkebiskop i Uppsala stift.[3]
- 1811: Johan Adam Tingstadius, biskop i Strängnäs stift.[3]
- 1811: Carl von Rosenstein, biskop i Linköpings stift.[3]
- 1811–1819: Johan Olof Wallin, kyrkoherde i Solna församling.[3]
- 1811–1819: Frans Michael Franzén, kyrkoherde i Kumla församling.[3]
- 1811: Matthias Stenhammar, kyrkoherde i Risinge församling.[3]
- 1811–1817: Eric Michael Fant, professor.[3]
- 1811–1814: Samuel Ödmann, professor.[3]
- 1811–1814: Gudmund Jöran Adlerbeth, statsråd.[3]
- 1811–1819: Carl Gustaf af Leopold, kansliråd.[3]
- 1811–1818: Pehr Frigel, sekreterare i musikaliska akademien.[3]
- 1811: Johan Gabriel Oxenstierna, tidigare riksmarskalk.[3]
- 1811–1819: Jan Janzon (sekreterare), konsistorienotarie.[3]

- 1819: Carl Peter Hagberg,
- 1818–1819: Georg Stolpe

## Psalmförfattare (urval)
- Johan Olof Wallin
- Frans Michael Franzén
- Erik Gustaf Geijer
- Johan Åström
- Samuel Ödmann
- Jesper Swedberg
- Samuel Johan Hedborn
- Carl Gustaf af Leopold
- Haquin Spegel
- Christopher Dahl
- Anna Maria Lenngren
- Carl Gustaf Cassel
- Jacob Arrhenius
- Per Olof Nyström
- Gudmund Jöran Adlerbeth
- Israel Kolmodin
- Olof Kolmodin den äldre
- Johan Hjertén
- Per Adolf Sondén
- Arvid August Afzelius
- Petrus Lagerlöf
- Johannes Gezelius den yngre
- Laurentius Petri Nericius
- Gustaf Ållon
- Petrus Brask
- Eric Michael Fant
- Michael Choraeus
- Birger Carlberg
- Stefan Muraeus Larsson
- Carl Anton Kock
- Johannes Petraeus
- Lars Wivallius
- Olaus Petri
- Andreas Petri Amnelius
- Lorentz Springer
- Jacob Axelsson Lindblom
- Gustaf Fredrik Gyllenborg
- Simon Nibelius
- Carl Johan Lundvall
- Ericus Laurentii Norenius
- Jakob Boëthius
- Georg Stolpe

## Index
I Lista över psalmer i 1819 års psalmbok anges titlarna i huvudsak med den stavning som användes vid nyutgåvan 1921. Då ursprunglig stavning från 1819 är känd sammanlänkas artiklarna till den modernare stavningen.

### Fotnoter
1. ↑  ”Det hände då” (på svenska). 29 januari 2009. http://www.st.nu/slakt-o-vanner/det-hande-da-29-januari. Läst 5 oktober 2017.
2. ↑  Thyselius, Erik (1896). Förteckning öfver komitébetänkanden [1 Afgifna under åren 1809-1894]. Stockholm: Idun. sid. 33-34, 45, 59. Libris 8080769. http://urn.kb.se/resolve?urn=urn:nbn:se:umu:rara-944
3. 1 2 3 4 5 6 7 8 9 10 11 12 13 14  post om Psalmbokskommitté 1811 i Riksarkivet